# Паоло Ђентилони
Паоло Ђентилони Силвери (итал. Paolo Gentiloni Silveri; Рим, 22. новембар 1954) италијански је политичар, дипломата и новинар који је од 2016. до 2018. вршио дужност премијера Италије. Ђентилони, који је у студентским данима био близак радикалној љевици, је 2001. први пут изабран у Парламет, а сљедеће године је био међу оснивачима лијеве демокршћанске странке Тратинчица. Од 2006. до 2008. је вршио министарску дужност у влади Романа Продија, а 2007. се заједно са својом странком спојио са бившом комунистичком Партијом демократске љевице (ПДС) након чега је створена данашња Демократска странка. 2013. је био један од најватренијих присташа Маттеа Ренција на страначким изборима, а након Рензијевог доласка на мјесто премијера је од 2014. до 2016, служио је као министар спољних послова. Мјесто премијера је преузео након Рензијеве оставке изазване поразом референдума о уставним реформама. Дужност је напустио неколико мјесеци након избора 2018. године на којима је Демократска странка тешко поражена, а већину у Парламенту стекли евроскептици.